# الجبهة القومية (الحرب الأهلية الإسبانية)
الجبهة القومية (بالإسبانية: Bando nacional)‏ والمعروفة أيضاً باسم القوميون أو الجبهة التمرد (بالإسبانية: Bando sublevado)‏ هو أحد الفصيلين الرئيسيين في الحرب الأهلية الإسبانية من 1936-1939 وضم مجموعة متنوعة من الجماعات السياسية اليمينة التي دعمت الانقلاب الإسباني في يوليو 1936 ضد الجمهورية الإسبانية الثانية ووجبهتها الجمهورية، وسعت إلى عزل الرئيس أثانيا، وتلك الأطراف هي مليشيات الفلانخي الفاشي وحزب سيدا الكاثوليكي المحافظ إضافة إلى فصيلين متنافسين مطالبين بعودة الملكية هما حزب التجديد الإسباني الألفونسي والمجتمع التقليدي الكارلي بالإضافة إلى الجيش والحرس المدني المتمردين، وهناك وحدات من الخارج أرسلتها دولها وهي ألمانيا وإيطاليا والبرتغال. وتشير التقديرات إلى أن قوتها القتالية وصلت خلال الحرب إلى ما يقرب من مليون مقاتل، واندمجت تلك الجماعات تحت جبهة الفلانخي الإسبانية بقيادة فرانسيسكو فرانكو خلال الحرب بعد وفاة القادة الأوائل للجبهة. والذي أصبح بعد الحرب قائدا للدولة في ظل حكم ديكتاتوري من 1939 حتى وفاته عام 1975.
صاغ جوزيف جوبلز مصطلح القوميين أو المواطنين (Nacionales) بعد زيارة الوفد الإسباني السري بقيادة الكابتن فرانسيسكو أرانز الذي طلب عتاد حربي في 24 يوليو 1936، لإعطاء صبغة شرعية لمساعدة ألمانيا النازية للجيش الإسباني المتمرد. واستخدم قادة الفصائل المتمردة لقب «الصليبيون» الذين أطلقها عليهم أسقف سالامانكا إنريكي بلا واي دينيل، واستخدموا أيضًا مصطلح الصليبية في حملتهم.
ومن الأسماء الأخرى التي أطلقت على تلك الجبهة: جبهة الفرانكويين (بالإسبانية: bando franquista)‏ (بعد تعيين فرانسيسكو فرانكو في منصب الجنراليسمو Generalissimo أو رئيس الحكومة)، وأطلق عليهم الجمهوريون تهكما وبازدراء بالجبهة الطائفية وجبهة الانقلاب والجبهة الفاشية.

## هيكلة الجبهة
وحظي الجيش المتمرد بمساحة واسعة من الدعم سواءا من داخل إسبانيا أو محيطها الدولي. ففي الداخل كانت الجبهة الفرانكوية مدعومة من الطبقة العليا ذات التوجه المحافظ ومن المهنيين الليبراليين والمنظمات الدينية وأصحاب الأراضي الزراعية. وغالبا مايرتكزون في المناطق الريفية حيث لم تتمكن الحركات السياسية التقدمية من الولوج بقوة فيها، مثل قطاعات واسعة من شمال الهضبة التي تشمل معظم قشتالة القديمة، وكذلك لا ريوخا ونافارا وألافا والمنطقة القريبة من سرقسطة في أرغون ومعظم غاليسيا وأجزاء من قصرش في إكستريمادورا وعدة جيوب متفرقة في ريف أندلسيا حيث لا يزال المجتمع المحلي يتبع الأنماط التقليدية القديمة ولم يمسها الفكر «الحديث».

### الجيش المتمرد

إسبانيا بتاريخ 25 يوليو 1936. الأصفر:مناطق المتمردين، والوردي:للحكومة.

كان لظهور الجمهورية الإسبانية الثانية ردة فعل سلبية عند قطاعات من الجيش الإسباني. فبدأت المؤامرات ومحاولات الانقلاب ضدها، بعد إصدار حكومة الجمهورية قراراتها وخاصة قانون أثانيا الذي أثار استياءًا كبيرًا في التسلسل الهرمي العسكري. وبالرغم من أن الجيش تقبلها بانضباط، حتى ممن يسمون بـ الأفارقة الأكثر تضررًا، عندها تبلورت فكرة اندلاع ثورة مسلحة خلال الفترة الجمهورية. فبدأ جيش أفريقيا الإسباني أكثر الهيئات انضباطا في القوات المسلحة بالتمرد على الجمهورية في 18 يوليو 1936. وشارك جنرالات ذوي وزن كبير في الجيش مثل إميليو مولا وفرانشيسكو فرانكو وخوسي سانخورخو وغونزالو كيبو ديانو ومانويل جوديد في المؤامرة التي تسببت في الحرب الأهلية.
بالإضافة إلى التقسيمات العسكرية للجيش المتمرد المنتصر، ساهمت قطاعات النخبة في الجيش الأفريقي وهي الفيلق والقوات النظامية بنشاط في الحرب إلى جانب الجانب القوات الفرانكوية، حيث قدر عددهم بنحو 800 ألف جندي.
أما بالنسبة لقوات الحرس المدني فقد انقسمت بحدة بعد التمرد العسكري الذي بدأ في شمال إفريقيا. وأكد بعض المؤلفين أن 50 ٪ من الحرس كانوا من أنصار الجمهورية، على الرغم من أن تلك الهيئة قد حلت اعتبارًا من 1937 في المنطقة الجمهورية، وانضم أعضاؤها في الحرس الوطني الجمهوري. وكانت تتألف من 34,391 جنديا. وفي الأشهر الأولى من الحرب ارتدى الحرس المدني الموالي لحكومة الجمهورية شارة حمراء تميزهم عن أولئك الذين انضموا إلى المتمردين.

### الجماعات السياسية
سياسيًا اجتمعت تلك الجبهة مع العديد من الأحزاب والمنظمات ذات الأيديولوجيات المشتركة مثل القومية والمحافظة والمناهضة للشيوعية وجذور كاثوليكية قوية. مثل CEDA المحافظة وراديكاليي أليخاندرو ليروكس (الليبراليين)، وكذلك الفلانخيين والكاثوليك والحركات الموالية للملكية مثل الزراعيين وريجيتا الكارلية). بعد اندلاع الصراع العسكري تمكن فرانكو من توحيد تلك الجماعات في حزب واحد: الكتائب الإسبانية التقليدية والجمعيات الدفاعية النقابية الوطنية أو الفلانخي الإسبانية، التي تم اعتبارها الفرع السياسي لما يسمى بالحركة الوطنية.

#### الفلانخي

علم الفلانخي

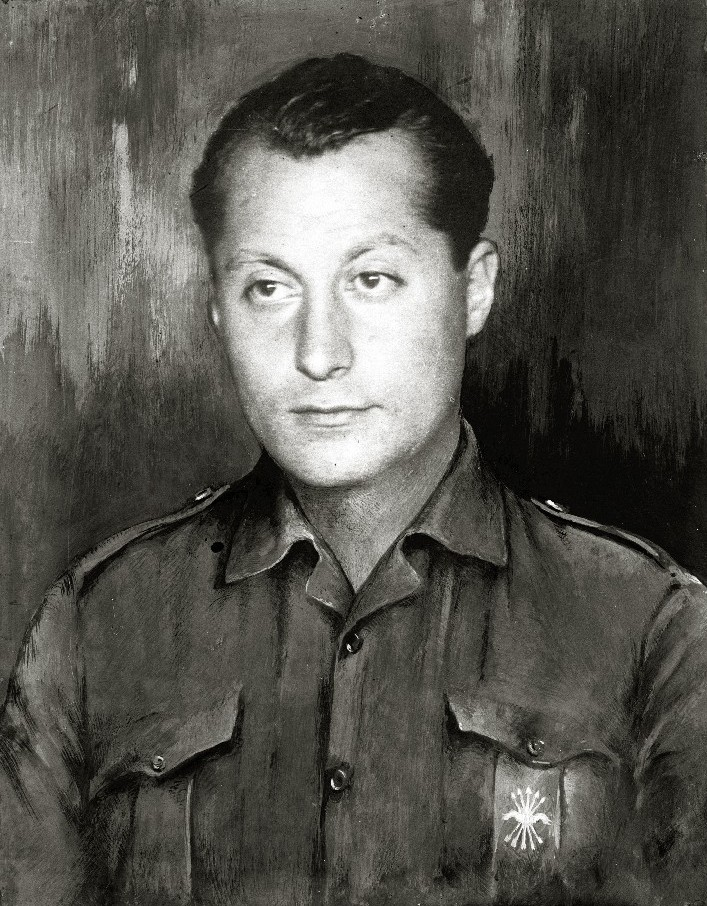
خوسيه أنطونيو بريمو دي ريفيرا مؤسس وقائد الفلانخي الإسبانية. وكان دعمه الواضح لانقلاب 18 يوليو (رغم أنه كان بالسجن في ذلك الوقت) من الأسباب التي جعلت حكومة الجمهورية تعدمه.

الفلانخي وتعني بالعربية الكتائب، هي حزب سياسي فاشي إسباني أسسه خوسيه أنطونيو بريمو دي ريفيرا نجل الزعيم الإسباني السابق ميغيل بريمو دي ريفيرا باسم الفلانخي الإسبانية بتمويل من الملكيين ألفونسيين. وكان عند تشكيله مناهضا لرجال الدين وللملكية. وبصفته مالكًا للأرض وأرستقراطيًا، أكد بريمو دي ريفيرا للطبقات العليا أن الفاشية الإسبانية لن تخرج عن السيطرة مثل نظيراتها في ألمانيا وإيطاليا. وفي سنة 1934 اندمج حزبه مع الفلانخي العسكري الموالي للنازية برئاسة راميرو ليديسما راموس لتشكيل الكتائب الإسبانية لجمعيات الهجوم الوطني النقابي أو الفلانخي.
في البداية افتقرت الفلانخي الإسبانية إلى الدعم المادي، وكانت حركة طلابية صغيرة تبشر بثورة قومية مثالية عنيفة. وقد ارتكبت أعمال عنف قبل الحرب، ومنها الانخراط في مشاجرات الشوارع مع خصومها السياسيين، مما ساعد على خلق حالة من الفوضى فألقت الصحافة اليمينية اللوم على الجمهورية لتثير انتفاضة عسكرية. وسعت الفرق الفلانخية إلى خلق جو من الإرهاب والفوضى لتبرير فرض نظام استبدادي. ومع بداية خيبة أمل الطبقة الوسطى من شرعية CEDA توجهت لدعم الفلانخي. بحلول سبتمبر 1936 بلغ العدد الإجمالي لمتطوعي الفلانخي 35,000 وهو ما يمثل 55% من جميع القوات المدنية للمواطنين.
أيدت الفلانخي مع الكارليين بقوة الانقلاب العسكري ضد الجمهورية. وبعد وفاة خوسيه أنطونيو بريمو دي ريفيرا سعى مانويل هيديلا للسيطرة على الحزب، لكن فرانكو اغتصبها منه وسيطر على الحركة ليتمكن من الهيمنة على الفصائل القومية. فأعلن في سنة 1937 مرسومًا بتوحيد الحركات السياسية الوطنية، وبالذات الفلانخي والكارلية في حركة واحدة، لاتزال الفلانخي تحت قيادته شكليا تحت اسم الكتائب الإسبانية التقليدية والجمعيات الدفاعية النقابية الوطنية (بالإسبانية: Falange Española Tradicionalista y de las JONS)‏. مما أثار غضب كلا من الفالانخيين والكارليين من القرار، حيث رأى الفالانخيون أن دورهم الأيديولوجي اغتصبته الكنيسة الكاثوليكية وأن ثورتهم تأجلت إلى أجل غير مسمى.
وبعد توحيد الفصائل القومية، أبعد فرانكو الحزب عن الفاشية وأعلن أن الفلانخي لا تعتبر نفسها فاشية؛ كما أعلن ذلك مؤسسها شخصيًا. بعد هذا الإعلان توقف الفصيل الوطني عن ممارسة صفة الفاشية سنة 1937. إلا أن فرانكو لم ينكر وجود فاشيين داخل الفلانخي، فأعلن أن هدف الفلانخي هو دمج «الكتلة المحايدة الكبيرة من غير المنتسبين»، ولم يسمح لأي تشدد أيديولوجي بالتدخل في هدفه. فتخلت الفلانخي بقيادة فرانكو عن الميول المناهضة للكنيسة وبدلاً من ذلك روجت للكاثوليكية القومية التقليدية الجديدة، رغم أنها استمرت في انتقاد النزعة السلمية الكاثوليكية. كما تخلى فلانخيي فرانكو عن عداءهم للرأسمالية، حيث أعلن رايموندو فرنانديز كويستا أن النقابية الوطنية لحزب الفلانخي كانت متوافقة تمامًا مع الرأسمالية.
خلال الحرب كانت الفلانخي الإسبانية من أكثر القوى السياسية نشاطًا ضد الجمهورية، حيث مارست القتل والإرهاب خلال النزاع. وشاركت قوات شبه عسكرية فلانخية بنشاط في القمع الذي قام به المتمردون. ظلت العديد من وحداتها في المؤخرة مسؤولة عن هذه المهمة، وعلى الرغم من أنها كانت وإلى حد كبير مجرد ذراع تنفيذي للقادة العسكريين، إلا أنها مارست إجراءات مستقلة، وبالذات خلال سنوات 1936 و 1937.
وقد تم تفويضها باحتجاز الأشخاص ونقل الأسرى والتحقيق في ثكناتها الخاصة والاستيلاء على الأسلحة وجميع أنواع الممتلكات، وينسب إلى هذا التنظيم اختفاء العديد من الأشخاص [الإسبانية] في عهد فرانكو ويرقدون الآن في مقابر جماعية.

#### تحالف سيدا

حزب سيدا

الاتحاد الإسباني لليمين المستقل أو CEDA هي تحالف من الأحزاب السياسية الكاثوليكية اليمينية المكرسة لمناهضة الماركسية، تم إنشاؤها خلال فترة السنتين التقدمية للجمهورية الثانية. تزعمها خوسيه ماريا جيل روبلز. وكانت تزعم أنها مدافعة عن إسبانيا والحضارة المسيحية من الماركسية، وادعت أن الجو السياسي في إسبانيا جعل السياسة مسألة ماركسية مقابل معاداة الماركسية. ومع صعود الحزب النازي إلى السلطة في ألمانيا، شكلت CEDA حيلها الدعائية لتكون مماثلة للنازيين، ومنها التركيز على السلطة والوطن والتسلسل الهرمي. حضر جيل روبلز جمهورًا تجمعا للحزب النازي في نورمبرغ وتأثر به، وأصبح ملتزمًا منذ ذلك الحين بإنشاء جبهة معادية للثورة للماركسية في إسبانيا. فأعلن عن نيته منح إسبانيا وحدة حقيقية وروحًا جديدة ونظام حكم شمولي. ومضى يقول الديمقراطية ليست غاية بل وسيلة لغزو الدولة الجديدة. عندما يحين الوقت يأتي إما أن يقدمه البرلمان أو سنلغيه. ونظمت CEDA تجمعات على الطراز الفاشي أطلقت على جيل روبلز Jefe أو الزعيم، أي ما يعادل Duce الإيطالية لموسوليني. وطالبت بقيادة «مسيرة إلى مدريد» للاستيلاء على السلطة بقوة. إلا أنها فشلت في تحقيق مكاسب انتخابية لازمة لتشكيل الحكومة في 1933 و1936، مما أدى إلى استنزاف دعم اليمين منها والتحول نحو القائد الملكي الألفونسي خوسيه كالفو سوتيلو. مما ادى إلى تخلى الحزب عن الاعتدال والالتزام بالقانون، وبدأ بتقديم الدعم لمجموعات تتبني العنف ضد الجمهورية، ومنها تسليم الأموال الانتخابية لزعيم الانقلاب العسكري ضد الجمهورية الجنرال إميليو مولا. بدأت حينها طلائع الحزب الشبابية التي عُرفت بشباب العمل الشعبي، بالانضمام للفلانخي. خلال الحرب الأهلية الإسبانية ورغم تأييدهم لفرانسيسكو فرانكو، إلا أن الأخير كان عازماً على عدم وجود أحزاب سياسية، فحل الحزب سياسيا سنة 1937.

#### الملكيين
بالرغم من تشكيل الألفونسيين والكارليين معاديين ومتضادين منذ تشكيلهما، إلا أن حركتان ملكيتان تحالفتا ضد الجمهورية منذ إعلانها، واندمجا إلى جانب المتمردين وكان لهما دور غير متكافئ في الحرب الأهلية الإسبانية.

##### الكارليين

علم الكارلية

كان الكارليون ملكيين وكاثوليك بحماس متطرف سعوا إلى تنصيب الكارلي المطالب بالوراثة فرانسيسكو خافيير دي بوربون ملكًا لإسبانيا. كان الكارليون مناهضين للجمهورية وللديمقراطية، ومعادين بشدة للاشتراكية لدرجة أنهم عارضوا كل من هتلر وموسوليني بسبب ميولهم الاشتراكية. كان الكارليون بقيادة مانويل فال كوند وتوجد قاعدة دعمهم الرئيسية في نافارا. والكارليون مع الفلانخي هم الداعمون الأقوياء للانقلاب العسكري ضد الجمهورية. ولهم تاريخ طويل من المعارضة العنيفة للدولة الإسبانية، يعود إلى سنة 1833 عندما شنوا حربًا أهلية استمرت ست سنوات ضد الدولة. كان الكارليون عنيدين بشدة لأي تحالف مع الحركات الأخرى، حتى أنهم اعتقدوا أنه لايمكن أن يكون لدى غير كارلي نوايا صادقة.
خلال الحرب وصل مجندي ميليشيا الكارلية أو الريجيتا إلى ذروتها 42,000 مجند، ولكن بحلول نهاية الأعمال العدائية في أبريل 1939 انخفض قوتهم الإجمالية إلى 23,000. وقد ساهم الكارليون في بعض أكثر قوة اصطدام وطنية فاعلية خلال الحرب. وميزوا أنفسهم بعنفهم الشديد.

##### الألفونسيين

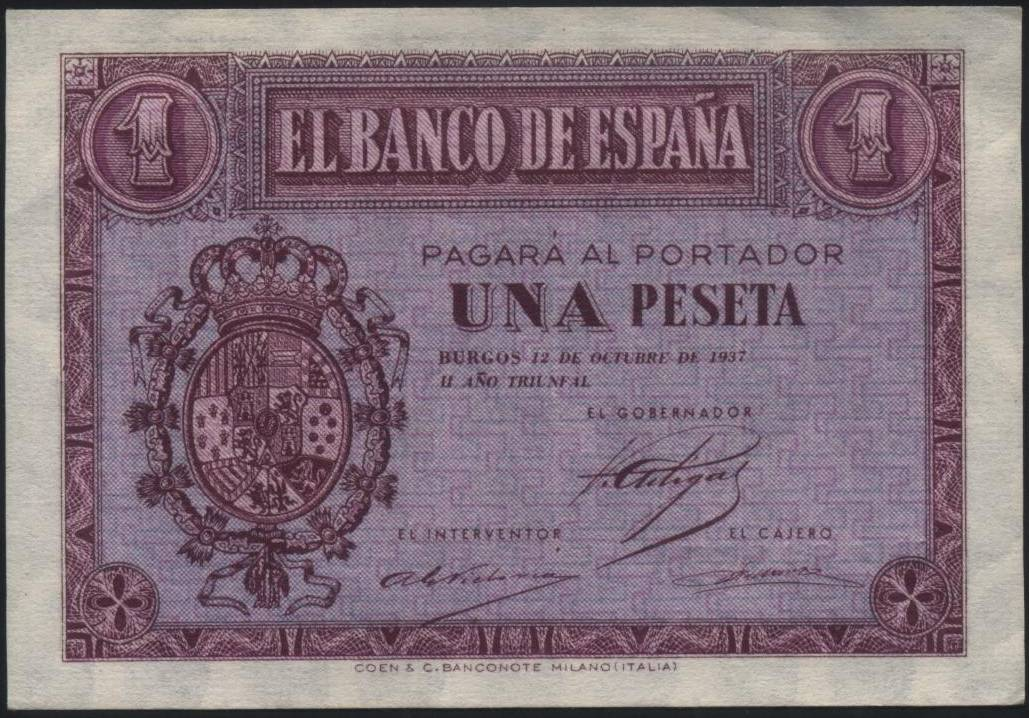
ورقة نقدية صادرة عن حكومة القوميين في أكتوبر 1937 وعليها شعار النبالة لألفونسو الثالث عشر

خلال الجمهورية الثانية دعا فصيل الألفونسيين السياسي إلى العودة إلى النظام الملكي السياسي، واستعادة فرع سلالة إيزابيلا. وكان ألفونسو الثالث عشر ملك إسبانيا قد تنازل عن العرش بعد الانتخابات البلدية في 12 أبريل 1931 التي فُسرت نتائجها على أنها رفض الشعب لحكمه. توحد أنصاره في حزب تجديد إسبانيا (Renovación Española) وهو حزب سياسي ملكي له تأثير اقتصادي كبير، وله أنصار مقربون في الجيش الإسباني. ومع ذلك لم ينجح الحزب في أن يصبح حركة سياسية جماهيرية. ولم يتميز ألفونسيون بنشاط مهم. وفي الفترة من 1934 إلى 1936 تحدث الزعيم الفونسوي خوسيه كالفو سوتيلو ذو الشخصية الجذابة عن الحاجة إلى غزو الدولة باعتباره الوسيلة الوحيدة لتأمين إقامة دولة استبدادية مثالية. وألقى خطبًا حماسية لدعم الثورة المضادة العنيفة وشدد على الحاجة إلى تمرد عسكري ضد الجمهورية لمواجهة تهديدات الشيوعية والانفصالية التي ألقى باللوم فيها على الجمهورية التي أنشأتهم. وقد تعرض سوتيلو للاختطاف واغتيل في 13 يوليو 1936 من قبل معارضين سياسيين (الذين كانوا في البداية يبحثون عن جيل روبلز زعيم CEDA لخطفه) مما أثار غضب اليمين السياسي وساعد في إضفاء الشرعية على الانقلاب العسكري ضد الجمهورية.
عندما اندلعت الحرب طلب خوان دي بوربون ابن الملك المنفي ألفونسو الثالث عشر الانضمام إلى صفوف المتمردين في أغسطس 1936، لكن الجنرالات الذين كانوا يقودون التمرد رفضوا مشاركته، خوفًا من اندلاع العداء بين المجموعتين الملكيتين.

## الدعم الخارجي

### إيطاليا

علم إيطاليا الفاشية

دعمت إيطاليا بقيادة بينيتو موسوليني الفاشية الإسبانية الإطاحة بالجمهورية وإنشاء نظام يكون بمثابة دولة تابعة لإيطاليا. فإيطاليا لا تثق في الجمهورية الإسبانية بسبب ميولها المؤيدة لفرنسا وقبل الحرب أجرت اتصالات مع الجماعات اليمينية الإسبانية. بررت إيطاليا تدخلها بأنه عمل يهدف إلى منع صعود البلشفية في إسبانيا. اعتبر النظام الفاشي في إيطاليا تهديد البلشفية خطرًا حقيقيًا مع وصول المتطوعين من الاتحاد السوفيتي الذين كانوا يقاتلون من أجل الجمهوريين. قدم موسوليني الدعم المالي بالإضافة إلى التدريب إلى الفونسيين والكارليين والفلانخ. التقى موسوليني بزعيم الفلانخيين خوسيه أنطونيو بريمو دي ريفيرا سنة 1933 لكن لم يكن لديه الكثير من الحماس لتأسيس الفاشية في إسبانيا في ذلك الوقت.
وصلت في يناير 1937 قوة استكشافية قوامها 35,000 إيطالي هي فيلق الجنود المتطوعين إلى إسبانيا تحت قيادة الجنرال ماريو رواتا، وتحتوي على أربعة كتائب، إحداهما مكونة من جنود والثلاثة الأخرى من متطوعي القمصان السوداء. زودت إيطاليا القوات الوطنية بالمقاتلات والقاذفات التي لعبت دورًا مهمًا في الحرب. وفي مارس 1937 تدخلت إيطاليا في الشؤون السياسية للجبهة القومية بإرسال روبرتو فاريناتشي إلى إسبانيا لحث فرانكو على توحيد الحركات السياسية الوطنية في «حزب وطني إسباني» فاشي واحد.

### ألمانيا

علم ألمانيا النازية

زودت ألمانيا النازية القوميين بالعتاد اللازم والمتخصصين وفرقة سلاح الجو القوية، وهي قوات التدخل السريع الألمانية المسماة فيلق الكندور التي قدمت النقل الجوي للجنود والمواد من المغرب الإسباني إلى الأرض الإسبانية وقدمت عمليات هجومية ضد قوات الجمهورية. ووفرت الحرب الأهلية الإسبانية أرضية اختبار مثالية لإتقان الأسلحة الجديدة التي تم إنتاجها خلال إعادة التسلح الألماني. تم اختبار العديد من تقنيات القصف الجوي لفيلق الكندور ضد حكومة الجمهورية على الأرض الإسبانية بإذن من الجنراليسمو فرانكو. أصر هتلر مع ذلك على أن تصاميمه طويلة المدى كانت سلمية، وهي إستراتيجية سميت "Blumenkrieg" أو (حرب الزهور).
كانت مصالح ألمانيا الاقتصادية المهمة على المحك في إسبانيا، حيث استوردت كميات كبيرة من خام المعادن من المغرب الإسباني. وأرسل النظام النازي الجنرال المتقاعد فيلهلم فولبل سفيراً إلى نظام فرانكو، ودعم فولبل فرانكو والفلانخي على أمل أن ينشئوا نظاماً شبيهاً بالنازية في إسبانيا. ولكن ازدادت ديون ألمانيا المستحقة على فرانكو وجبهته القومية بسرعة عند شراء المواد الألمانية، وتطلبت مساعدة مالية من ألمانيا حيث كان بإمكان الجمهوريين الوصول إلى احتياطي الذهب في إسبانيا.

### البرتغال

علم جمهورية البرتغال

عند اندلاع الحرب الأهلية دعم رئيس الوزراء البرتغالي أنطونيو دي أوليفيرا سالازار مباشرة قوات الجبهة القومية. فتوترت العلاقات بين نظامه المسمى إستادو نوفو والجمهورية الإسبانية التي آوت منشقين برتغاليين من نظامه. ولعبت البرتغال دورًا حاسمًا في إمداد قوات فرانكو بالذخيرة والعتاد ومن الموارد اللوجستية الأخرى. ولها مشاركة عسكرية مباشرة بسيطة ولكن سرية ومقيدة إلى حد ما بتأييد شبه رسمي من النظام الاستبدادي لقوة متطوعة قوامها 8000-12000 مقاتل وسميت بالفرياتوس (بالبرتغالية: Viriatos‏)، وللبرتغال دور فعال في تزويد الجبهة القومية بنظام لوجستي حيوي، وطمأنة فرانكو وحلفائه بأنه لن يكون هناك أي إعاقة لحركة الإمدادات الموجهة إليهم عبر الحدود الأيبريية اعتاد القوميون الإشارة إلى لشبونة باسم «ميناء قشتالة». وفي سنة 1938 مع زيادة انتصارات فرانكو، اعترفت البرتغال به. وبعد الحرب في 1939 وقعت معاهدة صداقة وعدم اعتداء عُرف باسم الميثاق الأيبيري. وقد لعبت البرتغال دورًا دبلوماسيًا مهمًا في دعم نظام فرانكو، ومنها الإصرار على المملكة المتحدة على أن فرانكو سعى إلى تكرار استادو نوفو لسالازار وليس إيطاليا الفاشية لموسوليني.

### البابوية

علم الفاتيكان

ألقى العديد من الكاثوليك المؤثرين في إسبانيا -الذين يشكلون أساسًا من محافظين تقليديين وأشخاص ينتمون إلى مجموعات ملكية- اللوم على الجمهورية في الاضطهاد الديني. واشعل فصيل المتمردين الغضب الذي أعقب انقلاب 1936 الذي سرعان ما توسع. فانحازت الكنيسة الكاثوليكية إلى جانب الجبهة المتمردة وأطلقت على الأسبان المتدينين الذين اضطهدوا في مناطق الجمهورية بأنهم «شهداء العقيدة»، متجاهلة بشكل انتقائي العديد من الكاثوليك المتدينين الذين ظلوا موالين للجمهورية وحتى أولئك الذين قُتلوا أثناء اضطهاد الجمهوريين. ومن بين الكاثوليك المتدينين الذين دعموا الجمهورية، ضباطا رفيعو الرتب في الجيش الجمهوري الإسباني مثل الجنرال الجمهوري فيسنتي روخو، وكذلك القوميين الباسك الكاثوليك الذين رفضوا التمرد.
في البداية امتنعت الفاتيكان عن الإعلان صراحةً عن دعمه للجانب المتمرّد في الحرب، على الرغم من أنه سمح منذ فترة طويلة لشخصيات كنسية رفيعة في إسبانيا بالقيام بذلك وتعريف الصراع على أنه «حرب صليبية». ووصفت الدعاية الفرانكوية والكاثوليك الإسبان المؤثرون الجمهورية العلمانية خلال الحرب بأنها «عدو الله والكنيسة» وانتقدوها وحملوها مسؤولية الأنشطة المناهضة لرجال الدين، مثل إغلاق المدارس الكاثوليكية فضلاً عن قتل الكهنة والراهبات على يد الغوغاء المنفلتين وتدنيس المباني الدينية.
بعد خسارته دعم قوى أوروبا الغربية اعتمدت حكومة الجمهورية بقوة على المساعدات العسكرية السوفيتية، ولعبت دعاية فرانكو دورًا في تصوير الجمهورية الإسبانية على أنها دولة ماركسية وملحدة. واستخدم الكرسي الرسولي نفوذه من خلال شبكته الدبلوماسية الواسعة للضغط لصالح الجانب المتمرّد. ففي خلال معرض باريس الدولي (1937) حضرت كل من الحكومتين القومية والجمهورية، فسمح الكرسي الرسولي للجناح القومي بعرض معرضه تحت علم الفاتيكان لأنه لم يتم الاعتراف بعد بالحكومة المتمردة. بحلول 1938 كانت مدينة الفاتيكان قد اعترفت رسميًا بدولة فرانكو الإسبانية وكانت من أولى الدول التي اعترفت بذلك.
بخصوص موقف الكرسي الرسولي أثناء الحرب وبعدها علق مانويل مونتيرو المحاضر بجامعة إقليم الباسك في 6 مايو 2007: